# 夫婦別姓
夫婦別姓（日语：／ Fūfu bessei）是新婚夫妇没有依照法律更改为同一姓氏的现象或制度，在日本是一個政治議題。目前，日本是唯一在法律上规定婚後姓名必須夫妇同姓的国家。基於《日本民法典》第750條《夫婦同氏原則》（夫婦同氏の原則），在同一戶籍下的夫妻必須採用相同姓氏，改姓者結婚前的姓氏稱為「舊姓」。
2015年底，最高裁判所判決夫婦同氏原則符合《日本國憲法》，判決書指出，夫婦同氏原則不存在形式上的性別不平等，有其合理性並已紮根於日本社會，因此合憲。2017年6月，日本允許法官與書記官在公文中使用舊姓。2017年9月，特許廳允許職員在執行各項公務時使用舊姓，成為第一個允許職員在對外公文使用舊姓的中央省廳機關。

## 原因
雖然日本法律未規定夫妻哪一方要改為對方的姓，但由於社會傳統，多數情況是女方改為丈夫姓氏。有不少已婚女性基於性別平權理念、個人隱私、或改姓的行政成本等因素，而繼續使用舊姓。此外，夫妻同姓在離婚時會對女性造成困擾，因為改回原名後需在職場上公開，並可能造成母親和孩子姓氏不同，而遭遇歧視。

## 現時的民法改正案提案
提案有以下四種不同的建議：
- 選擇的夫婦別姓：容許夫婦在結婚時選擇採用同一姓氏，或保有各自的姓氏。
- 例外的夫婦別姓：基本上保持夫婦同姓的原則；但在特定場合，夫婦可以採用各自原來的姓氏。這是日本法務省在2002年提出的草案。
- 家裁許可制夫婦別姓：只有在家事法院（日语：家庭裁判所）的許可，並基於祭祀的繼承或職業上的理由，夫婦才可以採用不同的姓氏。
- 通稱使用公認制：保持原有法案，而把夫妻的原來名稱作為他們的通稱或別名。這一方法是日本自由民主党所提取的方案。自民黨通常被認為反對夫婦別姓，但是有部分自民黨政治人物如森山真弓（日本首位女性內閣官房長官）、小泉進次郎[5]等人致力於推行夫婦別姓運動。

## 現時世界各地的狀況
- 夫妇别姓：朝鮮半島、中国大陆、越南、西班牙、拉美、葡萄牙、希腊、伊朗、法國（法律上）、荷兰（法律上）、穆斯林世界。
  - 可以冠夫姓：台灣[6]、香港[7]。
- 夫婦同姓：日本、印度[8]。
- 皆可：瑞典、美國、英國、法國（日常中）、義大利、俄罗斯、大部分东欧国家、土耳其、芬兰、泰国、菲律賓、德國、奥地利。

## 对日本夫妇同氏法律的误解
尽管在日本，夫妻同姓是一条法律，但仅限于两名具有日本户籍的公民结婚，国际婚姻是不适用的（例如福原爱和林志玲皆不需要改姓）。然而，不论日本内外皆有人担心只要婚姻一方是日本人就必须按日本法律改姓，因而产生莫须有的争议。
夫婦同姓不一定要妻子改用丈夫的姓氏，雖然極少發生，但也有丈夫婚後隨妻姓的例子。

## 其他觀點
2024年，日本東北大學教授吉田浩發表一份研究，指如果日本不修法允許夫婦別姓，到了2531年，全國人的姓氏都會變成現時日本的第一大姓佐藤。

## 延伸阅读
改正論議
- 井戸田博史『夫婦の氏を考える』世界思想社、2004年
- 杉井静子 『たかが姓、されど姓 家族の変化と民法改正の焦点』、かもがわ出版、2010年
- 滝沢聿代『選択的夫婦別氏制 これまでとこれから』三省堂、2016年
- 二宮周平『多様化する家族と法I 個人の尊重から考える』朝陽会、2019年
- 日本弁護士連合会編『今こそ変えよう！家族法 婚外子差別・選択的夫婦別姓を考える』日本加除出版、2011年
- 福島瑞穂ほか『楽しくやろう夫婦別姓 これからの結婚必携』明石書店、1989年
- 増本敏子・久武綾子・井戸田博史『氏と家族』大蔵省印刷局、1999年
- 民法改正を考える会『よくわかる民法改正 選択的夫婦別姓＆婚外子差別撤廃を求めて』朝陽会、2010年
- 八木秀次・宮崎哲弥編 『夫婦別姓大論破！』洋泉社、1996年

事実婚論
- 阪井裕一郎『事実婚と夫婦別姓の社会学』白澤社、2021年
- 二宮周平『事実婚を考える もう一つの選択』日本評論社、1991年

民法典編纂史・立法資料
- 梅謙次郎『民法要義 巻之四親族法』和佛法律學校、1902年
- 手塚豊『明治民法史の研究（下） 手塚豊著作集第八巻』慶應通信株式会社、1991年
- 星野通『明治民法編纂研究史』ダイヤモンド社、1943年
- 我妻榮編『戦後における民法改正の経過』日本評論新社、1956年

歴史論
- 井戸田博史『「家」に探る苗字となまえ』雄山閣出版、1986年
- 大藤修『日本人の姓・苗字・名前 人名に刻まれた歴史』吉川弘文館、2012年
- 奥富孝之『名字の歴史学』角川書店、2004年
- 熊谷開作『婚姻法成立史序説』酒井書店、1970年
- 坂田聡『苗字と名前の歴史』吉川弘文館、2006年
- 久武綾子『夫婦別姓 その歴史と背景』世界思想社、2003年

## 外部連結
- （日語）
- 夫婦別姓資料館